# 前回のLGMonkeesこと山猿です。
『前回のLGMonkeesこと山猿です。』（ぜんかいのエルジーモンキースことやまざるです。）は、日本のソロプロジェクト・LGMonkeesが、前回のLGMonkeesこと山猿です。名義で2011年3月16日にエピックレコードジャパンから発売した2枚目のミニアルバムである。

## 内容
前作『LGMonkees』から約5ヶ月ぶりのミニアルバム。
今作のみ前回のLGMonkeesこと山猿です。名義で発売され、前作でメジャーデビューしたLGMonkeesが山猿によるソロプロジェクトであると公表した。また、前作とは一転して今作は「春夏秋冬」を除き、客演を迎えずに制作された。

## 収録曲
| #         | タイトル                                                 | 作詞               | 作曲                   | 編曲                   | ストリングスアレンジ | 時間  |
| --------- | -------------------------------------------------------- | ------------------ | ---------------------- | ---------------------- | -------------------- | ----- |
| 1.        | 「Intro」                                                |                    |                        |                        |                      | 0:38  |
| 2.        | 「春夏秋冬 feat.GIO,ITACHI,DJ PSYCHO from PURPLE REVEL」 | ILMARI、Kj、SHIGEO | Steady&Co.             | HIRO from LGYankees    |                      | 4:36  |
| 3.        | 「ペルセウス」                                           | 山猿               | HIRO from LGYankees    | HIRO from LGYankees    |                      | 3:57  |
| 4.        | 「未来列車」                                             | 山猿               | HIRO from LGYankees    | HIRO from LGYankees    | 真部裕               | 5:07  |
| 5.        | 「きき手」                                               | 山猿               | headphone-Bulldog      | headphone-Bulldog      |                      | 4:31  |
| 6.        | 「朝7:30ちょうどにすれ違ったマドンナに恋をした」         | 山猿               | HIRO from LGYankees    | HIRO from LGYankees    |                      | 3:53  |
| 7.        | 「Dear…君へ」                                            | 山猿               | DJ No.2 from LGYankees | DJ No.2 from LGYankees |                      | 4:02  |
| 8.        | 「Outro」                                                |                    |                        |                        |                      | 0:59  |
| 合計時間: | 合計時間:                                                | 合計時間:          | 合計時間:              | 合計時間:              | 合計時間:            | 27:43 |

### 解説
1. Intro
2. 春夏秋冬 feat.GIO,ITACHI,DJ PSYCHO from PURPLE REVEL
今作のリード曲。Steady&Co.の同名曲のリアレンジカバー。
3. ペルセウス
4. 未来列車
5. きき手
6. 朝7:30ちょうどにすれ違ったマドンナに恋をした
山猿が仕事に行くときの朝7時30分にすれ違う見ず知らずの女性に恋をした実体験を描いている楽曲[1]。
7. Dear…君へ
8. Outro

## 参加ミュージシャン
- 前回のLGMonkeesこと山猿です。：Vocal (全曲)

Support Musician
- GIO：Guest Vocal (#2)
- ITACHI：Guest Vocal (#2)
- DJ PSYCHO from PURPLE REVEL：DJ (#2)
- 増崎孝司：Guitars (#3)
- 奥山明：Guitars (#5)
- 宅見将典：Guitars (#6)
- セレブ弦楽四重奏団：Strings (#4)
- 川村ゆみ：Chorus (#6)

## タイアップ
- テレビ東京系列アニメ『テガミバチ REVERSE』後期エンディングテーマ (#3)
- 『第64回鹿児島県高等学校サッカー競技大会全国高校総体・県大会決勝戦』テーマソング (#5)